# 남원왕치초등학교
남원왕치초등학교는 대한민국 전북특별자치도 남원시 용정동에 있는 공립 초등학교이다.

## 학교 연혁
- 1940년 5월 20일 왕치공립심상소학교 개교(설립인가 4월 20일)(남원향교 명륜당)
- 1941년 4월 1일 왕치공립국민학교로 개명
- 1950년 7월 10일 월락국민학교 분리 이관
- 1966년 5월 14일 보성분교 개교
- 1975년 3월 1일 신생분교 개교
- 1976년 9월 1일 남원북국민학교로 개명
- 1983년 2월 20일 병설유치원 신설
- 1993년 2월 28일 신생분교 통폐합
- 1994년 2월 28일 보성분교 통폐합
- 1996년 3월 1일 남원북초등학교로 교명 변경
- 1999년 3월 1일 남원왕치초등학교로 교명 변경
- 2014년 3월 1일 제25대 진창섭 교장
- 2016년 3월 1일 제26대 김말희 교장
- 2018년 9월 1일 제27대 방춘성 교장 취임
- 2020년 2월 14일 제75회 졸업식(졸업생 총 3,109명 배출)

## 학교 상징
- 교화 : 개나리 - 겨울의 메마름과 추위를 참고 견디며 봄에 아름다운 꽃을 피우는 개나리처럼 어린이들의 따뜻한 사랑과 힘찬 희망을 기원함
- 교목 : 소나무 - 어떤 어려움도 참고 견디며 자라는 소나무처럼, 어린이들의 인내력과 강인한 기상을 기원함
- 교조 : 비둘기 - 성스러움, 안전, 평화를 상징하는 비둘기처럼, 어린이들의 소중함과 안전 그리고 세계의 평화를 기원함

## 참고 자료
- 남원왕치초등학교 - 한국교육학술정보원 학교알리미